# Tit (emperador)
|  | No s'ha de confondre amb Vespasià. |

Tit Flavi Sabí Vespasià conegut com a Tit (30 de desembre de 39 - 13 de setembre de 81) fou emperador romà de l'any 79 fins a la seua mort al 81. Era fill de Vespasià i de Flàvia Domitil·la i successor de Vespasià en el tron imperial.
De jove serví com a tribú militar a Britànnia i Germània. L'any 67 acompanyà a son pare Vespasià en el viatge a l'Orient Mitjà, destinat a sotmetre la Gran Revolta Jueva, que havia començat l'any 66 i que durà fins al 73.
Neró se suïcidà l'any 68, i l'any següent fou l'any dels quatre emperadors. Vespasià abandonà l'Orient i retornà a Roma, deixant al seu fill Titus al comandament de les tropes que assetjaven la ciutat de Jerusalem. El setge començà el dia 23 de Nissan (abril), les murades foren destruïdes el 17 de Tammuz (juliol), el Temple cremat el dia 9 d'Av (agost), i la Ciutat Alta conquerida el dia 8 d'Elul (setembre), i tot fou relatat curosament per Iossef ben Mattitiahu (Flavi Josep), al llibre Bellum Iudaicum (La Guerra dels Jueus).destruïdes en gran part després del setge de Jerusalem de la Primera Guerra Judeoromana.

## Regnat
A la mort del seu pare, Tit el succeí, rebent alhora el títol de pontífex màxim que ostentava Vespasià. L'emperador Titus va prohibir perseguir el mateix delicte en virtut de lleis diferents. Per a les herències va instituir un termini màxim d'impugnació: una herència no podia ser impugnada un cop transcorreguts cinc anys de l'òbit del causant.
Va morir el 13 de setembre del 81 i el va succeir el seu germà Flavi Domicià, reconegut pel Senat gràcies a la pressió dels pretorians (14 de setembre del 81).